# グレゴリー・コルベール
グレゴリー・コルベール（Gregory Colbert, 1960年4月19日 - ）は、カナダ・トロント出身の映像作家・写真家。ノマディック美術館（The Nomadic Museum）の写真・映像作品展Ashes and Snowのアーティストとして知られている。

## 経歴
Ashes and Snow
グレゴリー・コルベールは、1992年、スイスのエリゼ美術館で初の個展Timewavesを開催し、世界的に高い評価を得た。しかし、その後の10年間、映像やその他の作品をいっさい発表せず、インド、ミャンマー、スリランカ、エジプト、ドミニカ、エチオピア、ケニア、トンガ、ナミビア、南極大陸などを訪れ、人間と動物との交流を映像と写真に収めていった。1992年以来、60回以上の探検旅行を重ね、コラボレーションを実現させた動物は130種以上に上っている。作品に登場する動物は、ゾウ、クジラ、マナティ、コシグロトキ、オオヅル、イヌワシ、シロハヤブサ、ツノサイチョウ、チーター、ヒョウ、アフリカン・ワイルド・ドッグ、カラカル、ヒヒ、オオカモシカ、ミーアキャット、テナガザル、オランウータン、イリエワニなど。また、人間の被写体には、ミャンマーの僧侶、トランス・ダンサー、サン族の人々、そのほか世界各地の土着の民族などが含まれている。
2002年、コルベールは、イタリアのヴェネツィアでAshes and Snowを開催。2002年4月9日付けのグローブ・アンド・メール紙は、作品展を次のように評した。「コルベール氏が、かつてない規模、かつてないスケールのイメージと写真を集めたAshes and Snowを披露した。1万2,600平方メートルの広さを占めるこの作品展は、ヨーロッパで開かれた個展として史上最大級と言われている」
Ashes and Snowは、2005年春、ニューヨーク市に場所を移し、この作品展のために特別に造られた移動式建造物、ノマディック美術館で開催される。その後、Ashes and Snowとノマディック美術館は、2006年サンタモニカ、2007年東京、2008年メキシコシティを巡回した。累計1,000万人以上の鑑賞者を集め、生きているアーティストの作品展としては史上最多の動員数を誇っている。
Ashes and Snowは、批評家と一般客の両方から絶賛されてきた。「新しい巨匠が誕生した 」と評したフォト誌のほか、「実にすばらしい作品展」（エコノミスト誌）、「きわめてユニーク。…（中略）あらゆる意味で普及の作品展（ウォールストリート・ジャーナル紙）、「魅惑的な写真」（スターン誌）、「ベストのなかのベスト」（ヴァニティ・フェア誌）など、称賛の声は枚挙に暇がない。2002年に発行されたニューヨーク・タイムズ紙では、アラン・ライディングがヴェネツィアの作品展を次のように評した。「この作品の力は、フォーマルな美しさもさることながら、むしろ鑑賞者を包み込む独特の雰囲気によって作り出されている。…（中略）静寂と忍耐が時間を支配する世界を、我々はここでのぞき見ることができる」
コルベールのキャリアは、1983年にパリで手がけた社会問題のドキュメンタリー映画から始まった。On the Brink-An AIDS chronicleと題されたこの作品は、9カ国で撮影され、1985年のACE賞で最優秀ドキュメンタリー部門にノミネートされた。その他の映像作品には、Last Words、Finding a Way Homeなどがある。これらの映像の制作が、やがて写真芸術へと発展していった。
グレゴリー・コルベールは、これまでに数々の賞を受賞したほか、さまざまな方面でその功績を認められてきた。2006年にルシー賞キュレーター・オブ・ザ・イヤーを受賞、2007年に映像作品Ashes and Snowがヴェネツィア映画祭の特別賞にノミネートされたほか Most recently, he was named the honorary ambassador of culture and tourism to Mexico.、最近ではメキシコの名誉文化・観光大使に任命されている。
ノマディック美術館のAshes and Snowは、今後も際限なく世界各地を巡回する予定だ。

## 過去の発言
「1992年、'Ashes and Snow'の取り組みを始めた時に私が目指したのは、人間と動物の関係を内側から捕らえることでした。すべての動物が共有している言葉と詩的な感覚を発見する過程を通じて、私は人間と動物と調和しながら生きていた時には存在したはずの共通の地を回復したいと考えています。」
「エジプトからマヤ、ネイティブ･アメリカン、ベドウィンまで、あらゆる文化が、自然との関係を表現する動物寓話を創り上げてきました。'Ashes and Snow'は、世界中のさまざまな種が登場する21世紀の動物寓話です。自然のオーケストラには、ヒトだけでなく、ゾウ、クジラ、マナティ、ワシ、チーター、オランウータン、そのほかたくさんの種が含まれているのです。」

## 著書
- 『ashes and snow 手紙で綴られた小説』小竹由美子訳、Flying Elephants Press、2007年

## 参考
1. ↑  en:wikiquote:Gregory Colbert 2013年11月閲覧
2. ↑  “The Globe and Mail: Canadian artist Gregory Colbert's photographs are the subject of a giant exhibit in Venice. And you probably haven't heard of him, writes SIMON HOUPT (2002–)”. 2002年4月9日閲覧。
3. ↑  “El Mañana: Acaba Museo Nómada su peregrinar (2008–)”. 2012年2月24日時点のオリジナルよりアーカイブ。2008年5月23日閲覧。
4. ↑  “Photo Magazine: Gregory Colbert La Révélation (Cover) (2005–)”. 2008年5月23日閲覧。
5. ↑  “Photo Magazine: Gregory Colbert La Révélation (Full Article) (2005–)”. 2008年5月23日閲覧。
6. ↑  “New York Times review of Ashes and Snow, May 23, 2008, Dances With Whales (2008–)”. 2008年5月23日閲覧。
7. ↑  “Lucie Awards (2005–)”. 2008年5月23日閲覧。
8. ↑  “Venice Film Festival”. 2008年5月23日閲覧。
9. ↑  “NOMBRA GOBIERNO DE LA CIUDAD EMBAJADOR TURÍSTICO DE MÉXICO AL ARTISTA GREGORY COLBERT”. 2008年4月22日閲覧。